# Fabbrica di Cioccolato Cima Norma

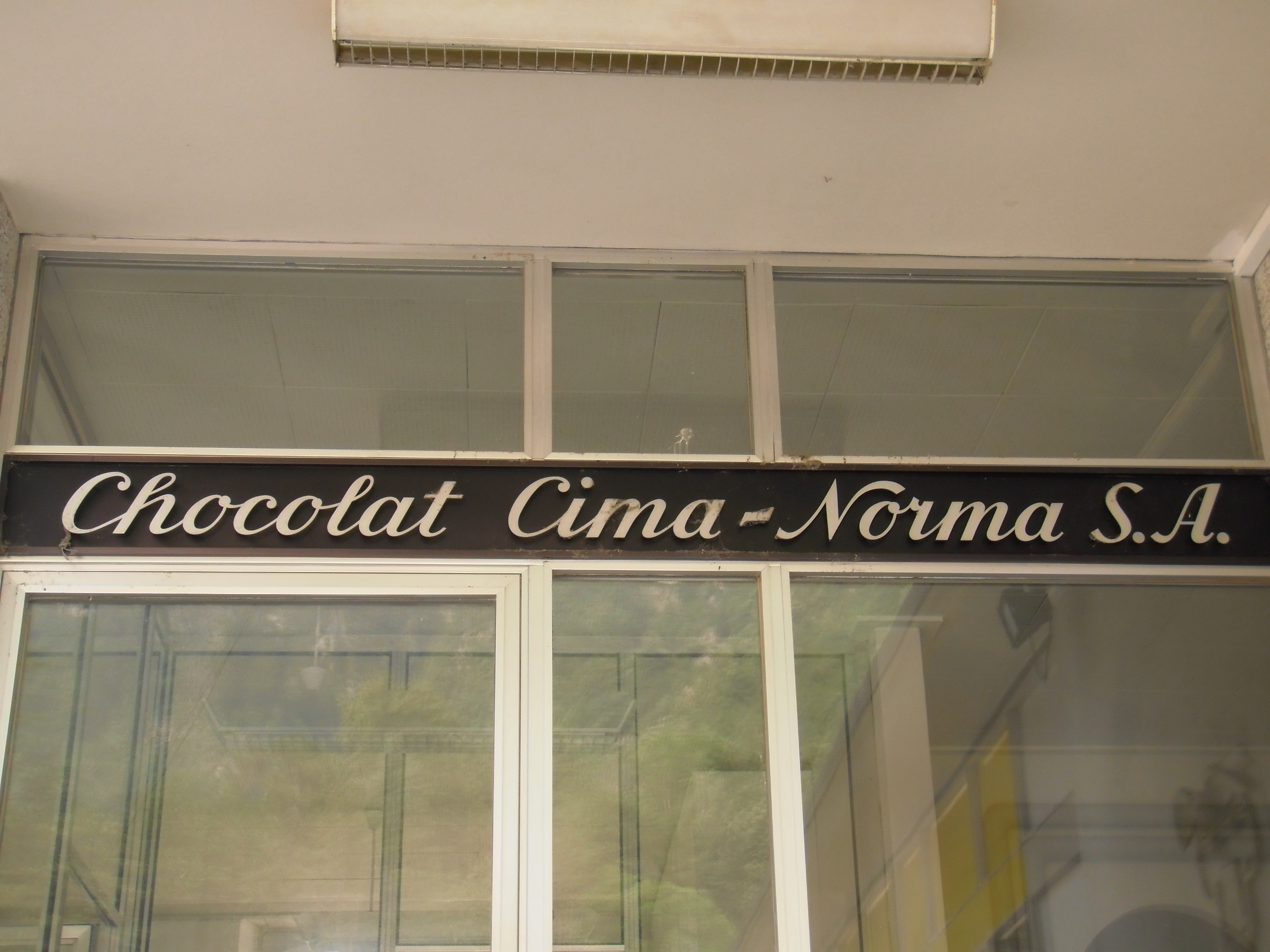
Früherer Schriftzug über dem Eingang zum Hauptgebäude

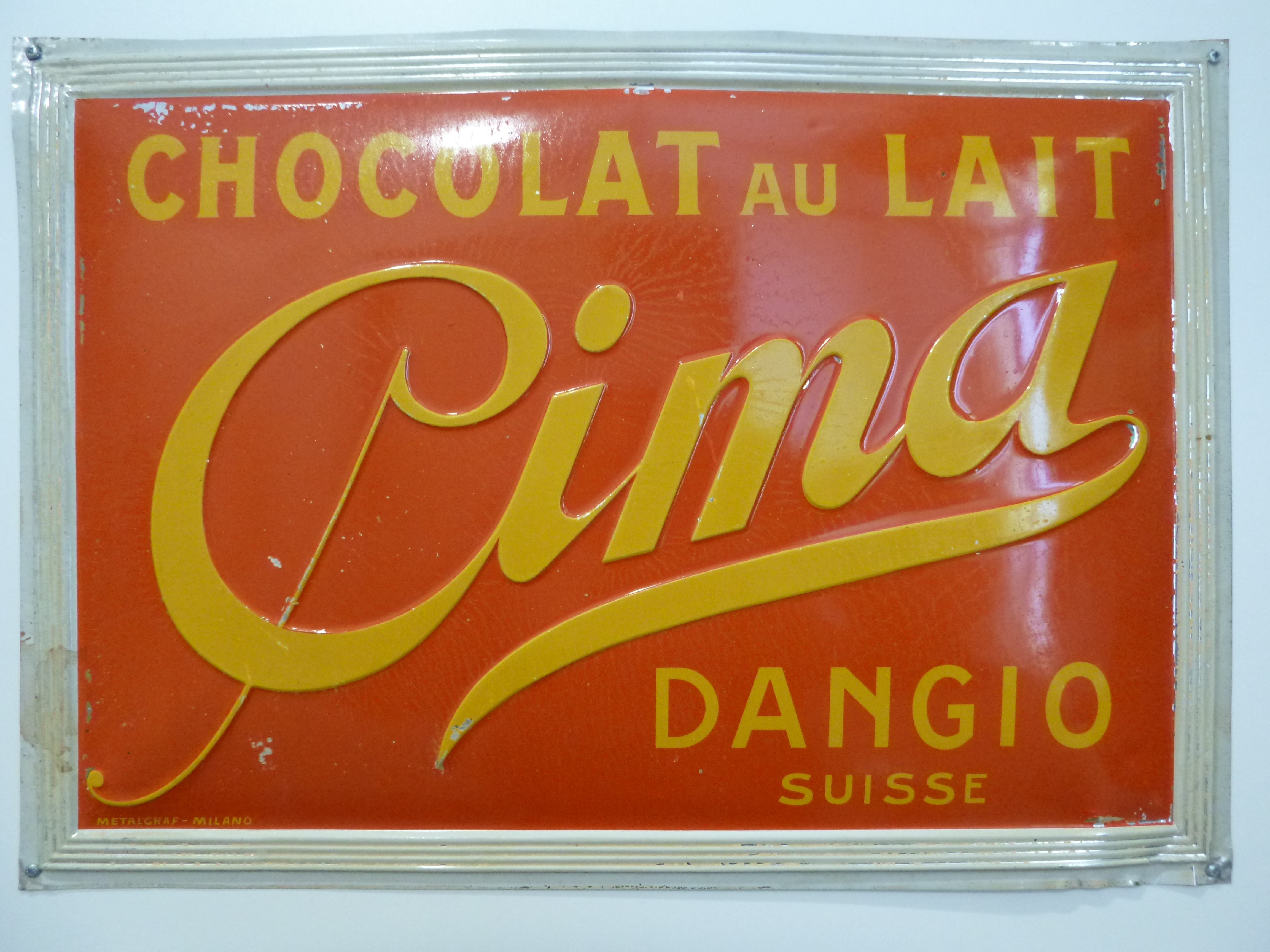
Werbeschild für den Produktabsatz

Die Fabbrica di Cioccolato Cima Norma S.A., auch Chocolat Cima-Norma S.A., in Dangio-Torre (heute Gemeinde Blenio) war ein Unternehmen der industriellen Schokoladenproduktion im alpinen Norden des Kantons Tessin in der Schweiz. Sie wurde 1903 gegründet und musste ihren Betrieb 1968 einstellen. Das Unternehmen Cima Norma S.A. steht gleichzeitig für das zu Beginn des 20. Jahrhunderts angestrebte Ziel, die wirtschaftliche Entwicklung und Modernisierung des als Randregion eingestuften Bergtals Valle di Blenio voranzutreiben. Die Cima-Norma  S.A. stellte alle Produktkategorien her; von Schokoladenpulver bis Tafelschokolade.

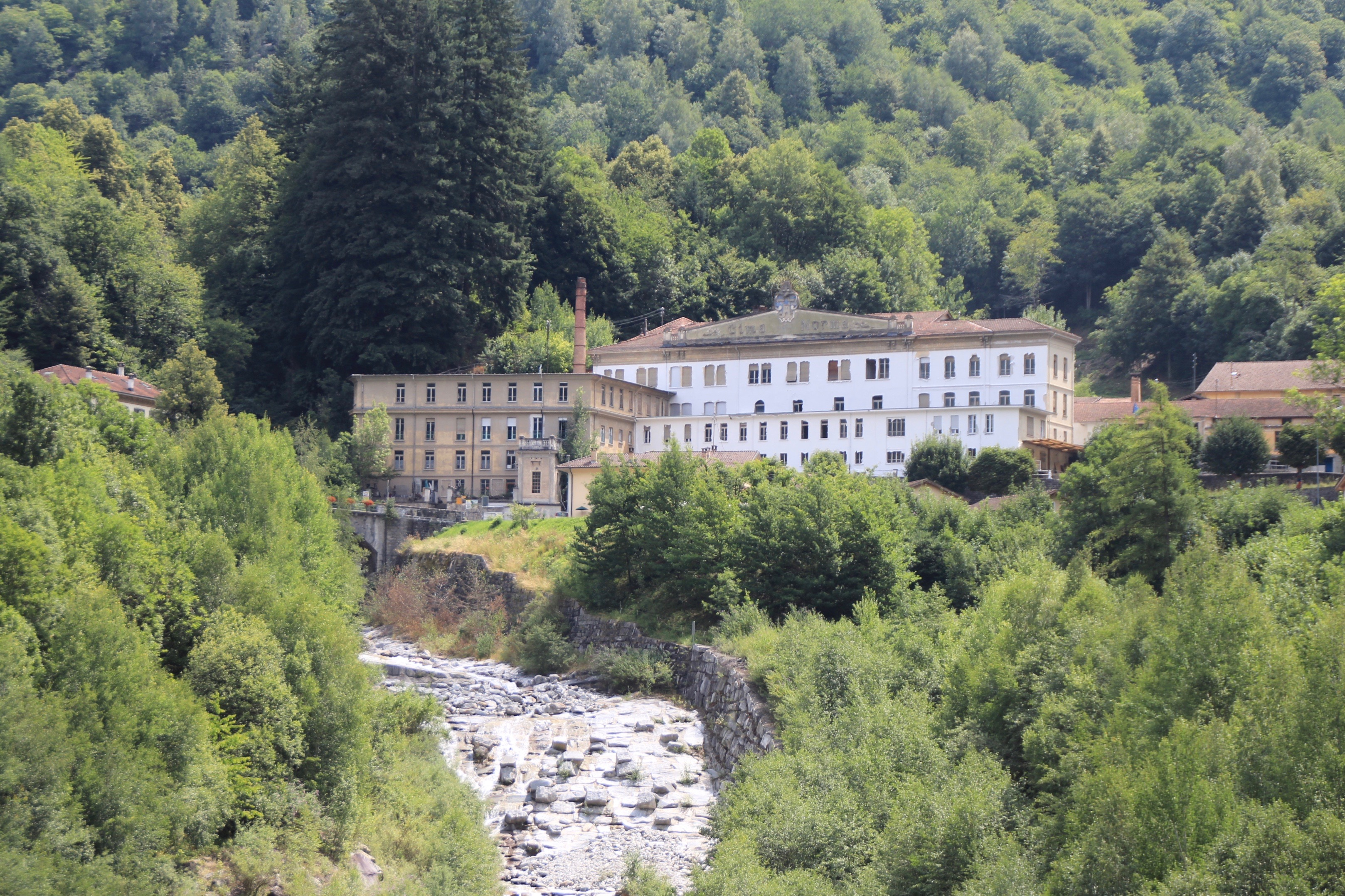
Die Gebäude der Cima-Norma S.A.

## Vorgeschichte
Das dünn besiedelte und in der Vergangenheit traditionell von subsistenzorientierter Wald-, Acker- und Weidewirtschaft, vom Weinbau in kleinen Parzellen und von der Auswanderung geprägte Bleniotal entwickelte im 18. Jahrhundert Formen saisonaler Auswanderung, in die auch besser gestellte Familien eingebunden blieben: Im jahreszeitlichen Wechsel zogen die zumeist männlichen Auswanderer in die urbanen Zentren Europas (Paris, Mailand, Pavia, Turin, Genua, Lyon, Nizza, Frankfurt am Main, Amsterdam etc.), wo sie Süsswaren wie Marroni oder Schokoladen zum Verkauf anboten. Im Sommer kehrten sie zumeist in ihre Dörfer zurück, um sich an den landwirtschaftlichen Arbeiten zu beteiligen, die sich im übrigen Jahr fest in der Hand der Frauen befanden. Den Rückhalt dieser «dualen Familienökonomie» bildete somit die häusliche Landwirtschaft. Das monetäre Einkommen aus der Emigration, das mangels Angeboten in der kaum kommerzialisierten Wirtschaft des Tessins nur begrenzt für Konsum verwendet werden konnte, floss in neue Unternehmungen. Dies ermöglichte die Etablierung von festen Verkaufslokalen oder Cafés, Restaurants und Hotels und die Akkumulation von Fachkenntnissen und Investitionskapital.

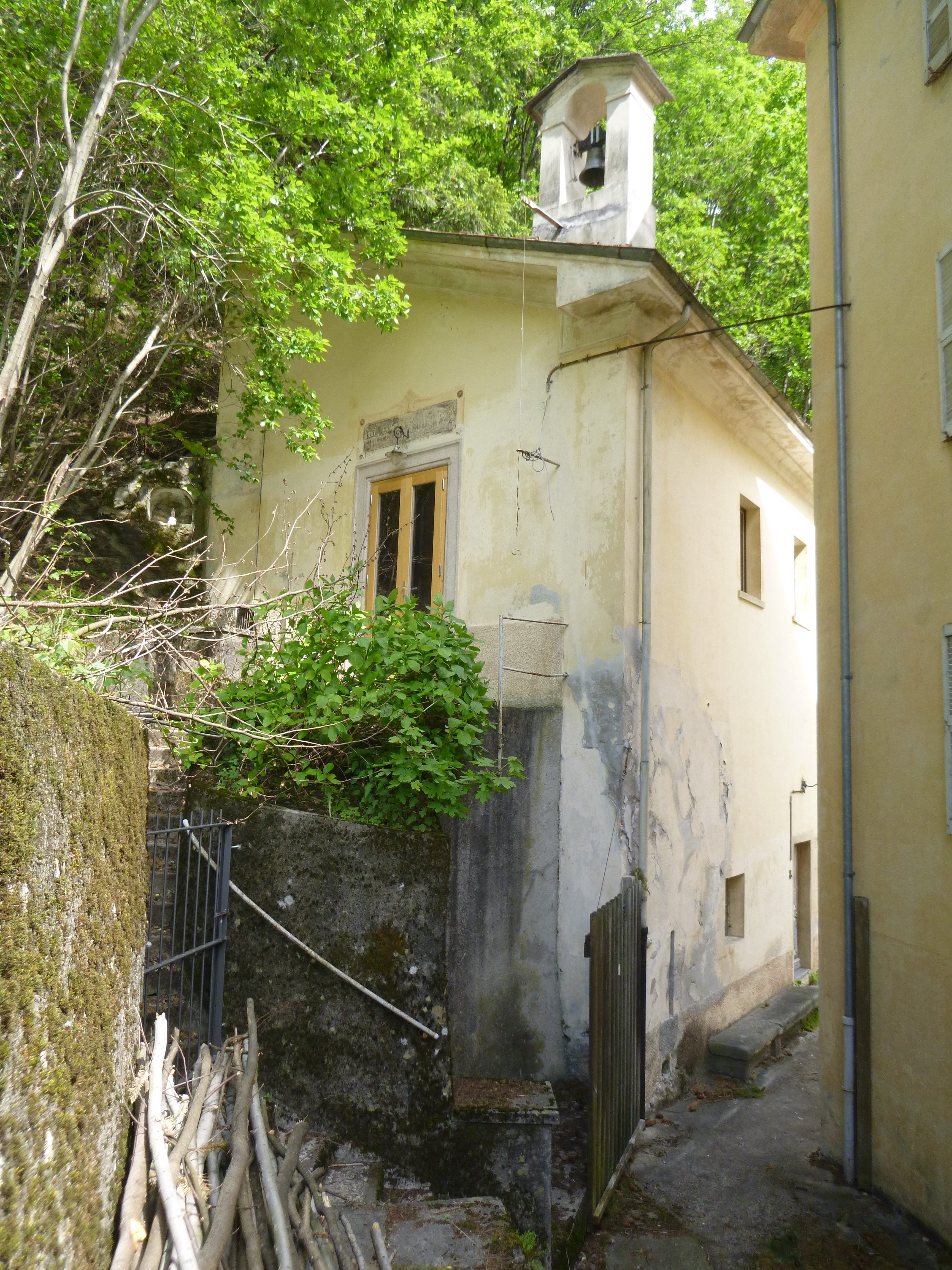
Die Fabrikkapelle Oratorio San Giuseppe, benannt nach dem Namensheiligen des langjährigen Fabrikbesitzers Giuseppe Pagani

Bekanntestes Beispiel einer solchen Erfolgsgeschichte ist der Lebenslauf des aus Dongio im Bleniotal stammenden Unternehmers Carlo Gatti (1817–1878), dessen Gaststätten und Speiseeis-Produktion ihm in England grossen Reichtum einbrachten. Die aus der Gemeinde Aquila (heute Gemeinde Blenio) stammende und teilweise nach Südfrankreich ausgewanderte Familie Cima gründete in ihrem Herkunftstal eine Schokoladenfabrik. Abkömmlinge dieser alteingesessenen und spätestens seit dem 16. Jahrhundert wohlhabenden Familie hatten bereits um 1750 eine erste Schokoladenfabrik in Mailand gegründet sowie um 1800 in Nizza und um 1870 in Frankfurt am Main von ihren Landsleuten gegründete Fabriken übernommen. Zudem geht auch der Hersteller Maestrani im schweizerischen Flawil auf einen Chocolatier aus der Gemeinde Aquila zurück. Auch im fernen Santiago de Chile gründeten diese Auswanderer 1875 die Schokoladenfabrik Giosia Luis, Hermano & Cia, die heute zu Nestlé Chile gehört.

## Gründung des Unternehmens

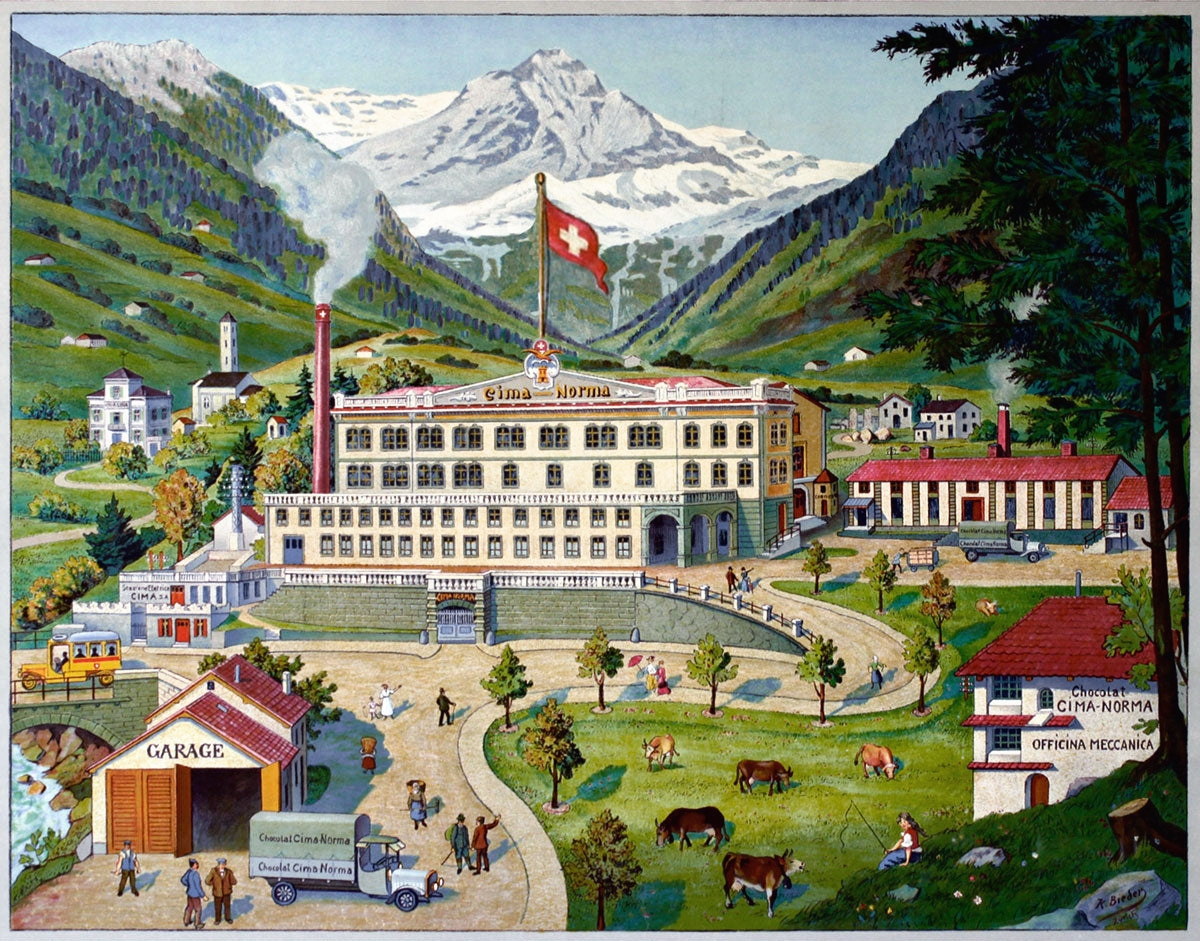
Werbegrafik der Cima Norma S.A.

Die aus Nizza zurückgekehrten Brüder Roco, Clemente, Ernesto und Bernardino Cima gründeten die Fabrik in Dangio-Torre 1903 zunächst mit neun Angestellten unter dem Namen Cima Frères in der ehemaligen Bierbrauerei San Salvatore, welche 1884 gegründet worden war und bis 1905 produzierte. Sie mussten das Unternehmen jedoch wegen zahlreicher Probleme am 19. Mai 1913 an den bereits 1908 als Investor eingestiegenen Giuseppe Pagani (1859–1939) verkaufen. Der aus Torre stammende Giuseppe Pagani hatte seit 1873 in London zunächst als Kellner gearbeitet, war dann aber im Hotel- und Restaurantgeschäft ebenfalls zu Reichtum gelangt. 1903 verkaufte er sein florierendes Pagani's Restaurant mit privatem Artist Room an der Great Portland Street 54 – zu dessen Gästen Pjotr Iljitsch Tschaikowski, Giacomo Puccini und Nellie Melba gezählt haben – und verliess London. In der Schweiz investierte er in die in Adliswil bei Zürich in Liquidation befindliche Schokoladenfabrik Baumann und Cie., deren Marke Norma, deren Inventar und Kundenstamm er für 55'000 Franken erwarb. Beide Unternehmen führte er 1930 unter der neu eingetragenen Firma Cima Norma S.A. zusammen. Da sein Vater in Mailand lange eine eigene Schokoladenproduktion betrieben hatte, war Pagani mit dem Geschäft vertraut. Diese Entwicklung leitete einen wirtschaftlichen Aufschwung des Bleniotals ein und führte vorübergehend zu einem starken Anstieg der Wohnbevölkerung durch den Zuzug von Arbeiterinnen und Arbeitern aus umliegenden Tälern und dem benachbarten Italien. Im Zeitraum von 1913 bis 1920 hatte die Fabrik zum Beispiel 493 Beschäftigte, wovon 68,8 % von ausserhalb des Tales angereist waren. Bei der Wahl des ungewöhnlichen Standorts spielten auch die zahlreichen in der heimischen Landwirtschaft unterbeschäftigten weiblichen Arbeitskräfte eine entscheidende Rolle, da diese, in Ermangelung anderer Möglichkeiten, häufig bereit waren, zu äusserst tiefen Löhnen zu arbeiten. Die auswärtigen Arbeiterinnen standen unter der Aufsicht römisch-katholischer Ordensschwestern, zuerst der Menzinger Schwestern und später der Rosminianerinnen. Den damaligen Erwartungen entsprechend sollte so der „Unmoral“ ein Riegel geschoben werden. Wie Paganis Nichte Giò Waeckerlin Induni schreibt, wurden die Arbeiterinnen unter ihrer Aufsicht angehalten, in der Freizeit ihre Aussteuer zu nähen. Pagani soll ihnen bei der Hochzeit „eine kleine Mitgift auf den Weg“ gegeben haben.

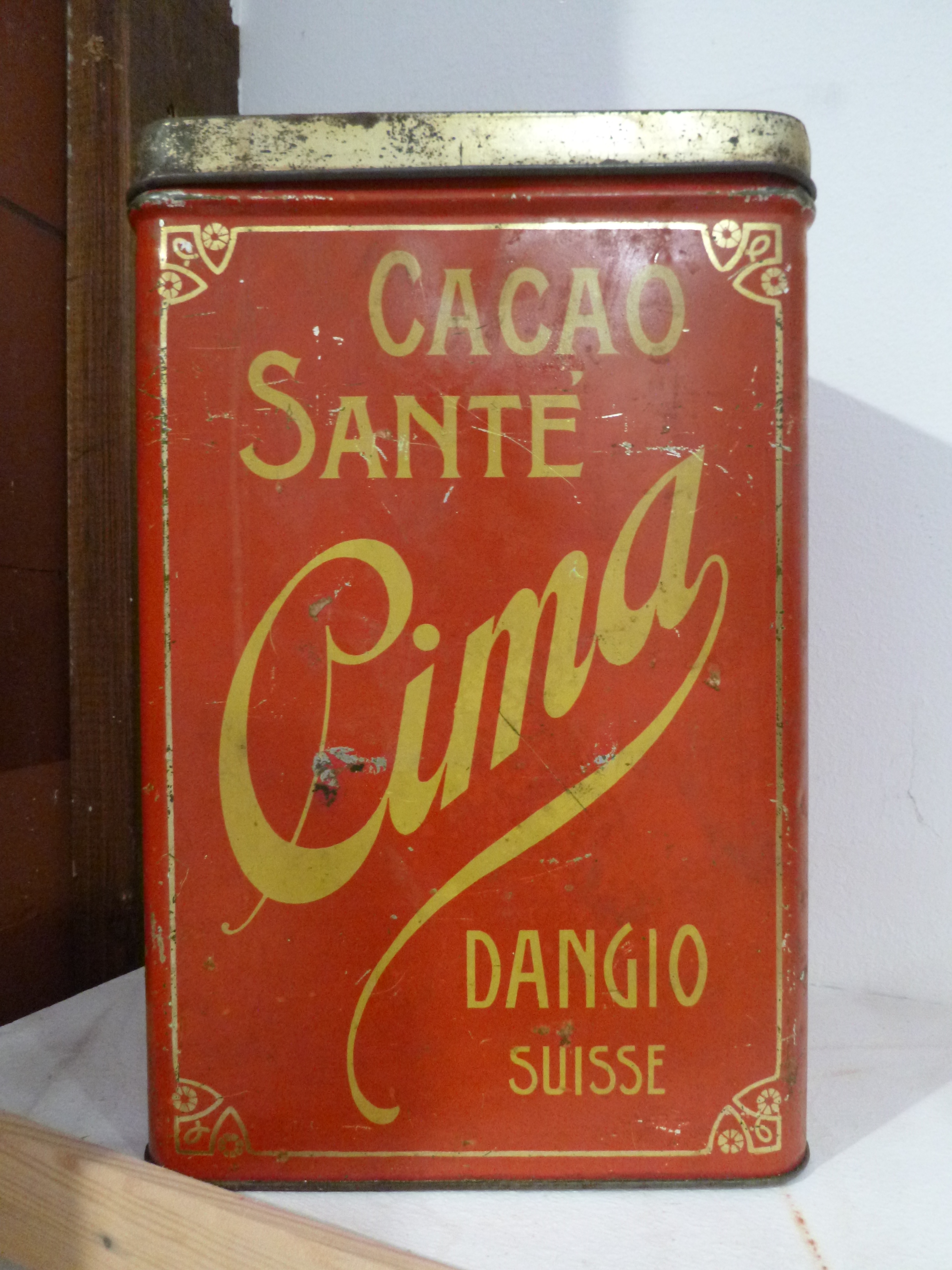
Schokoladenpulverdose

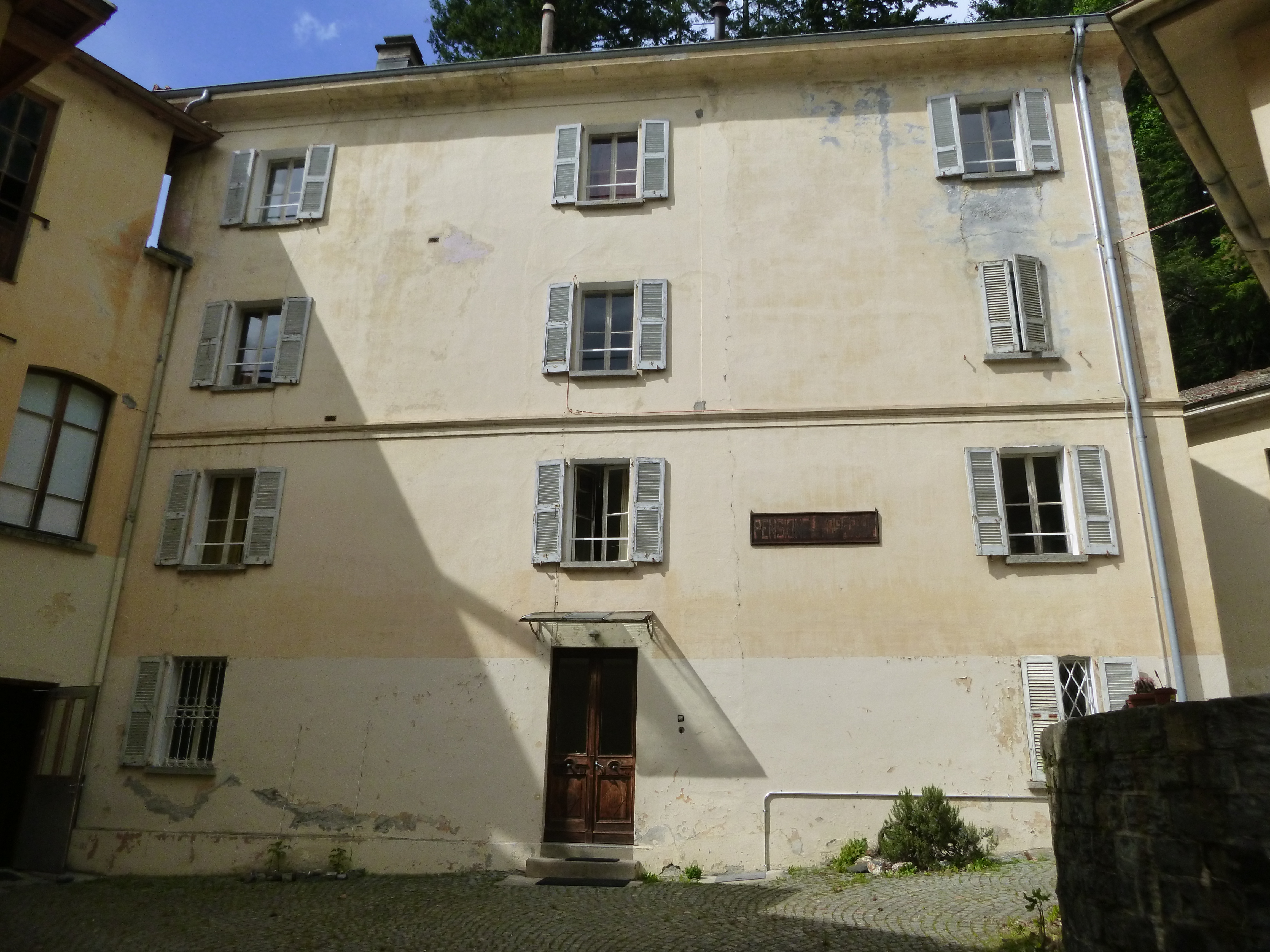
Arbeiterinnen-Pension der Cima-Norma S.A. (Pensione per Operaie)

Ein weiterer Grund für die Wahl des Standorts war, dass sich die Kakao-Zulieferung aus Britisch-Westafrika während der beiden Weltkriege und in der Zwischenkriegszeit als zuverlässiger erwiesen hatte als die Einfuhren aus Lateinamerika. Solche Lieferungen blieben während der Kriege nämlich häufig in den Atlantikhäfen liegen. Deshalb stieg der Anteil westafrikanischen Kakaos in den Krisenjahren jeweils rasch an und erreichte 1918 84 % und 1944 77 % aller Kakao-Einfuhren in die Schweiz. Um sich den begehrten Rohstoff an der Quelle sichern zu können, waren mehrere Familien aus der Nachbargemeinde Ludiano (heute Gemeinde Serravalle) im 20. Jahrhundert sogar bereit, in die damalige britische Kolonie Sierra Leone auszuwandern. Die Lage der Fabrik am Transportweg über die Seehäfen in Italien erwies sich deshalb für das Unternehmen als Wettbewerbsvorteil. Durch ihr rasantes Wachstum war die Cima Norma S.A. damit auch zur wichtigsten Nutzniesserin und Grossaktionärin der Eisenbahnverbindung ins Bleniotal geworden (Biasca-Acquarossa-Bahn). Der Transport der zumeist aus Genua eintreffenden Kakaosäcke erfolgte ab dem Verlad in Biasca jeweils durch dieses private Bahnunternehmen. Den restlichen Weg bewältigten eigene Lastwagen der Marke Saurer. Giuseppe Pagani war Mitgründer dieser Bahn und amtierte ab 1906 und bis zu seinem Tod als deren Verwaltungsratspräsident. Die Leitung der Cima Norma S.A. übernahmen später Francesco Antognini und Luigi Ferrazzini.

## Aufstieg und Niedergang des Unternehmens
Die Cima Norma S.A. konnte sich lange Zeit ihres Erfolgs sicher wähnen: Insbesondere die staatlichen Schutzmassnahmen und Subventionen in den Isolationsjahren des Zweiten Weltkriegs, die dem Unternehmen satte Gewinne einbrachten, hatten zu dieser Einschätzung geführt. 1939 erreichte die Produktion mit rund 1500 Tonnen ihren Höchststand. Die Cima Norma S.A. lieferte im Rahmen der sogenannten Kriegswirtschaft einen grossen Teil der schweizerischen Armee-Schokolade und wurde im September 1941 von General Henri Guisan persönlich besucht. Auch die nach dem Krieg einsetzende steigende Konsumentennachfrage, welche die Produktion der bis anhin im Markt tätigen Hersteller problemlos absorbierte, sowie feste Abnahmeverträge mit den genossenschaftlichen Grossverteilern Coop (damals Schweizerischer Konsumverein Basel) und Usego verstärkten eine allzu optimistische Einschätzung der Lage. Dies führte dazu, dass sich die Verantwortlichen kaum für Innovation und für die veränderten Kundenwünsche interessierten und den Anschluss an die zahlreicher gewordenen Mitbewerber verloren. Gleichzeitig waren die Personal-, Rohstoff- und Logistikkosten stetig gestiegen.
Als Coop im August 1966 den Abnahmevertrag mit der Cima Norma S.A. kündigte, verlor das Unternehmen auf einen Schlag fast zwei Drittel seines Absatzes. Weitere Grossabnehmer wie VOLG, Végé Italiana und der Verkauf der verbilligten Eigenmarke Tessinor in West-Deutschland konnten den Verlust nicht rasch genug ausgleichen. Der erst danach einsetzende Versuch, mit neuem Führungspersonal und neuen Ideen eine Diversifizierung der Absatzmärkte zu erreichen, sowie die sogleich durchgeführten Personalentlassungen konnten das Unternehmen nicht vor der bevorstehenden Schliessung retten, die sich im Frühling 1968 deutlich abzeichnete und auf Ende Juli 1968 eintrat. Mit der Entscheidung zu diesem Schritt war die Geschäftsleitung dem bevorstehenden Konkurs nur knapp zuvorgekommen. Bei der Bevölkerung stiessen die Entlassungen auf keinen nennenswerten Widerstand, weil die Betroffenen zuletzt mehrheitlich in Teilzeit beschäftigte Hausfrauen und kaum gewerkschaftlich organisierte Gastarbeiter waren. Der Niedergang der Cima Norma S.A. und die fast gleichzeitige Einstellung des Kurbetriebs im benachbarten Acquarossa besiegelten das Ende der Bahnverbindung ins Tal: Sie wurde demontiert und durch einen Busbetrieb ersetzt. Als Folge davon nahm die Bevölkerungszahl im Bleniotal weiter ab.

## Nachwirkung

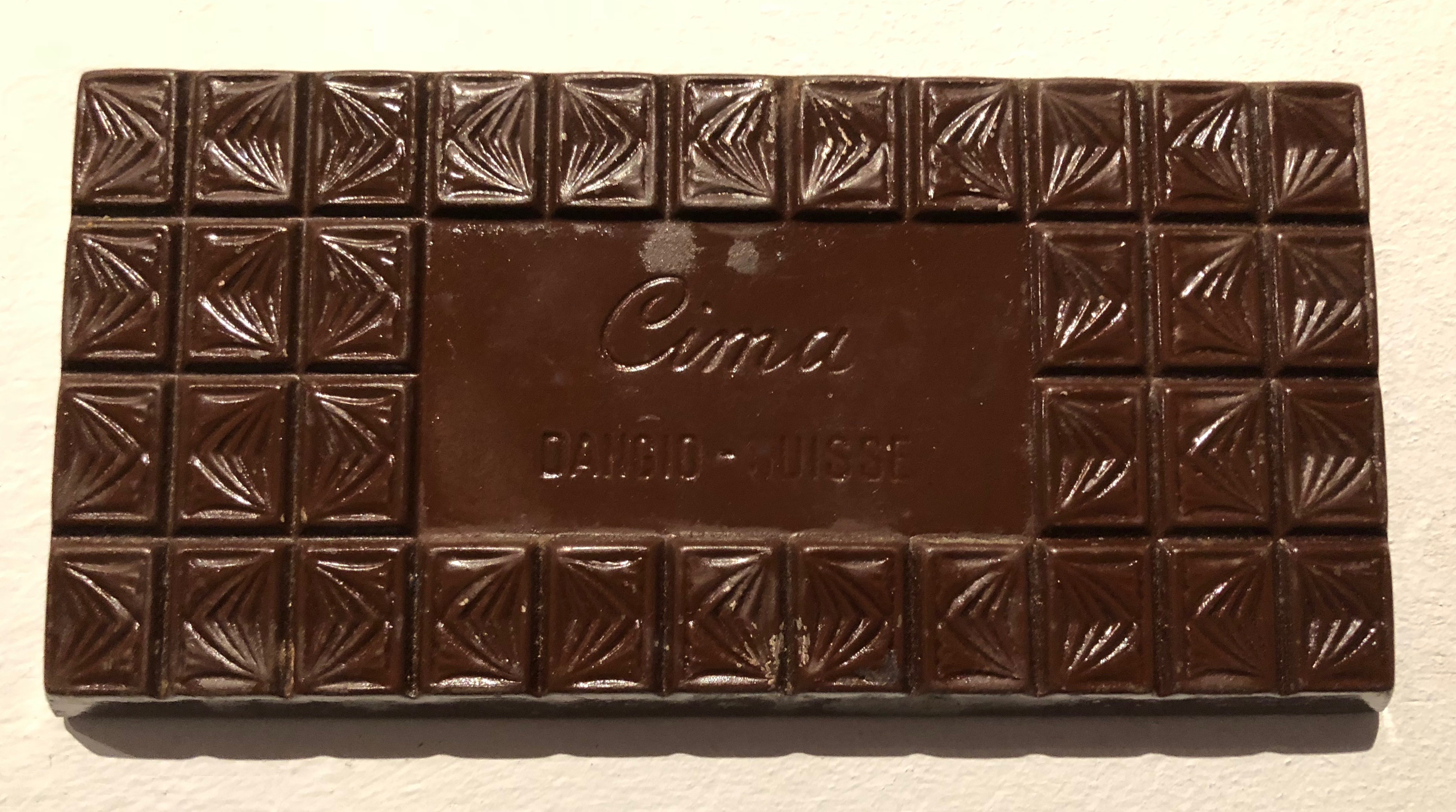
Schokoladentafel

Die Fabrik und ihre Arbeiterinnen und Arbeiter zogen wiederholt das künstlerische Interesse des aus dem Bleniotal stammenden und kunsthistorisch gewürdigten Fotografen Roberto Donetta (1865–1932) auf sich, der sich in mehreren eindrucksvollen Porträtserien mit diesen Menschen auseinandersetzte. Neben ihrem ästhetischen Wert geben die Aufnahmen auch Aufschluss über die soziale Struktur der Fabrikbelegschaft.
Die Rückkehr vieler zu Wohlstand gelangter Auswanderer aus Europa und Übersee führte zur Errichtung von herrschaftlichen Villen, hauptsächlich in Olivone und in den südlichen Gemeinden des Bleniotals (Semione, Ludiano und Malvaglia, heute Gemeinde Serravalle). Sie verleihen insbesondere dem in die ländlich-alpine Umgebung eingebetteten Dorf Semione ein städtisch-mondän anmutendes Erscheinungsbild. Das Dorf wurde deshalb ins «Bundesinventar der schützenswerten Ortsbilder der Schweiz von nationaler Bedeutung» aufgenommen. Auch die weite Verbreitung von Französisch- und Englischkenntnissen bei der älteren Bevölkerung des Tals war ein Erbe dieser Zeit. Die meisten Nachkommen der durch Handel und Industrie verbürgerlichten ehemaligen Bauern und Kleingewerbler haben das Tal verlassen. Paganis Töchter heirateten ihrerseits, wie die Autorin und Nichte Giò Waeckerlin Induni schreibt, „mit einer Ausnahme – vermögende Männer aus alten Tessiner-Familien: Ärzte, Anwälte, Politiker.“

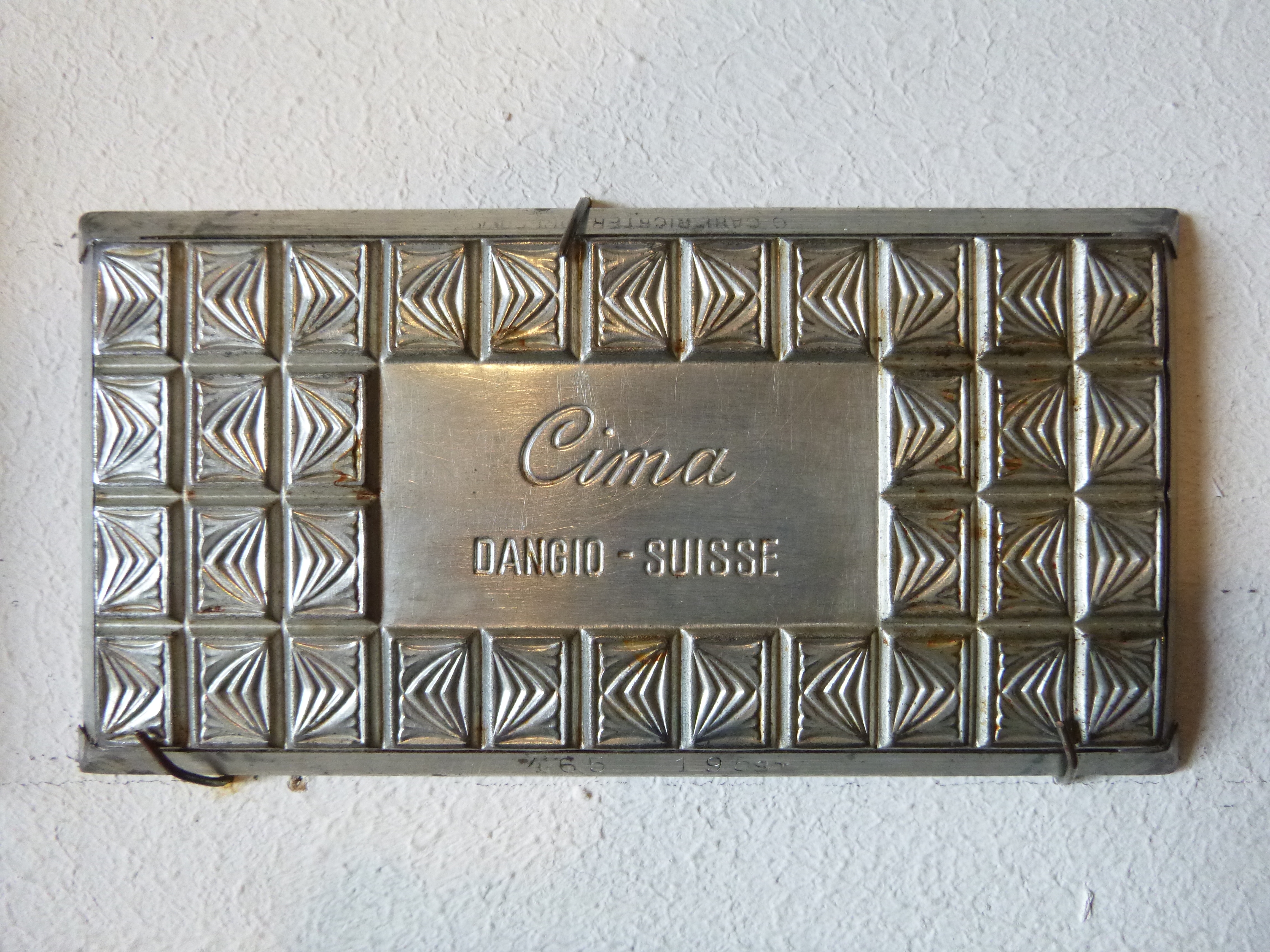
Schokoladenform

Das imposante, mit einem Anspruch auf Repräsentation und Ästhetik errichtete dritte Produktionsgebäude der Fabbrica di Cioccolato Cima Norma S.A., das nach schweren Elementarschäden an den zwei vorherigen Gebäuden errichtet wurde und über eigene Arbeiterwohnungen («Pensione per Operaie»), eine Fabrikkapelle und ein eigenes, mit der Wasserkraft des Flusses Soia gespeistes Elektrizitätswerk verfügte, dominiert bis heute das Ortsbild des seither kaum gewachsenen Bergdorfes Dangio-Torre. Das Bauwerk ist ein Entwurf des Ingenieurs Alfonso Zoppi (1879–1942) von 1917. Zoppi wirkte gleichzeitig an der Konstruktion der Biasca-Acquarossa-Bahn mit, deren Betrieb er von 1910 bis 1917 leitete. Auf dem Friedhof von Torre kann das Mausoleum von Giuseppe Pagani besucht werden, das aussen mit Marmorreliefs und innen mit einem aufwändigen Deckenmosaik ausgestattet ist. Es entstand 1930 nach Plänen des Architekten Enea Tallone (1876–1937). Ein weiteres bauliches Erbe ist die Villa Pagani (auch: Villa Lina) des Architekten Giuseppe Martinoli von 1897, mit Reitstall von 1904. Auch die nach dem Tod Giuseppe Paganis mit der Geschäftsführung betrauten Schwiegersöhne liessen sich eigene Villen errichten (Villa Antognini, Villa Ferrazzini). Zahlreiche Produktionsräume sind heute öffentlich zugänglich. Eine Dauerausstellung zeigt die Geschichte der Cima Norma.
Die weitere Verwendung der Produktions- und Wohngebäude war lange unklar. Teile des etwa zwei Dutzend Einzelbauten umfassenden Geländes wurden bisher von lokalen Kleinbetrieben sowie gelegentlich als Unterkünfte der Schweizer Armee genutzt. 1992 entstand eine umfassende Studie von Architekten und Studenten des Southern-California-Institute-of-Architecture-Ablegers in Vico Morcote über die Möglichkeiten einer Umnutzung der Fabrik zu einem Kulturzentrum mit Wohn-, Erholungs- und Arbeitsräumen, einschliesslich eines Restaurants. Das von den Architekten Martin Wagner und Lars Lerup präsentierte Projekt konnte wegen fehlender finanzieller Mittel jedoch nicht umgesetzt werden. Der um die Erhaltung der Gebäude bemühte Tessiner Architekt Marino Venturini baute für die Aktionäre zehn moderne Lofts in das Hauptgebäude ein. 2006 entwickelte er ein umfassendes Leitbild für das Fabrikareal und erwarb am 13. März 2009 das stillgelegte Industriegelände und 87 % des Aktienkapitals von der Familie Antognini, den Nachfahren Giuseppe Paganis.

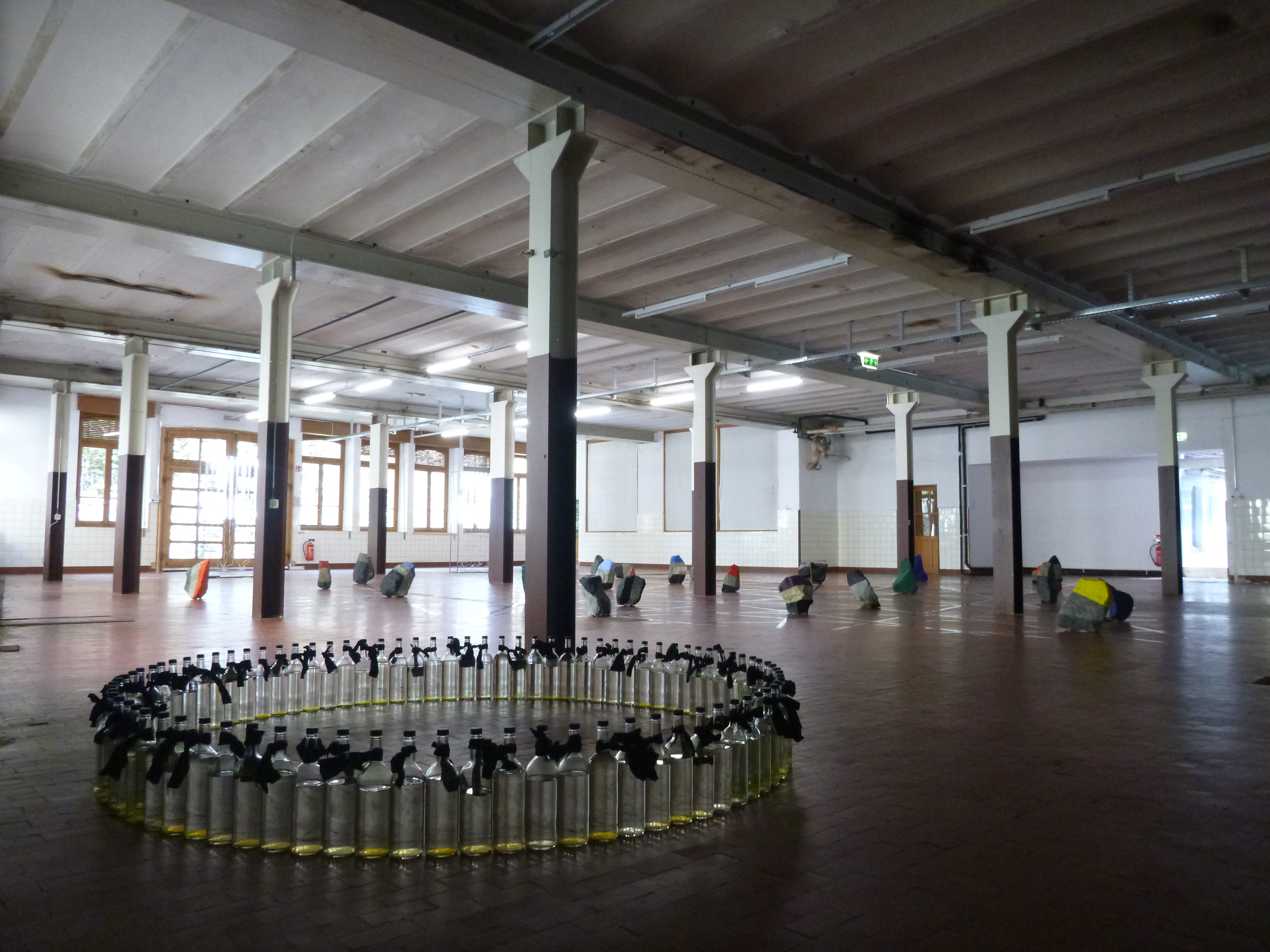
Installation in einem ehemaligen Produktionsraum im Mai 2019

Die im Januar 1972 hauptsächlich als Immobiliengesellschaft ins Handelsregister des Kantons Tessin eingetragene Nachfolgerin der Cima Norma S.A. erhielt 1997 erstmals neue Statuten. 2017 wurde schliesslich eine gleichnamige Marke als nostalgische Reminiszenz an die Belle Époque zusammen mit Chocolat Stella Bernrain als «Private Label» neu lanciert.

### StiftungFondazione La Fabbrica del Cioccolato
Mit Handelsregistereintrag wurde im November 2015 die Stiftung Fondazione La Fabbrica del Cioccolato ins Leben gerufen. Sie hat sich weit gefasste Ziele in den Bereichen Kultur und Bildung gesetzt, wofür sie hauptsächlich die Zusammenarbeit mit in- und ausländischen Kultur- und Bildungsinstitutionen suchen will. Die Stiftung befand sich, wegen ausstehender Lohnzahlungen und unbezahlter Aufträge an Künstler und Handwerker, zuletzt in einem abgewendeten Konkursverfahren. Obwohl sich La Fabbrica del Cioccolato in ihrer Anfangsphase finanziell übernommen hatte, scheint sie sich danach stabilisiert zu haben, geniesst sie doch die Unterstützung der Tessiner Kantonalbank und des ERSBV, einer Organisation für die Förderung der wirtschaftlichen Entwicklung in den Tre Valli. Sie bietet Raum und Abgeschiedenheit für Schaffende der Zeitgenössischen Kunst. Ende August 2020 fand erstmals das Cima Norma Art Festival statt.

## Dokumentarfilm
- Maren Niemeyer: 100 Prozent Schokolade, die Geschichte der Schweizer Schokoladenfabrik Cima Norma, Dokumentation. ARTE, Deutschland 2006, 60 Min.